# Minszki Traktorgyár
A Minszki Traktorgyár, rövidítve MTZ (belaruszul: Мінскі трактарны завод [Minszki traktarni zavod], oroszul: Минский тракторный завод [Minszkij traktornij zavod]), teljes nevén Minszki Traktorgyártó Termelési Egyesülés Fehéroroszországban működő gépgyártó vállalat, mely elsősorban mezőgazdasági vontatókat gyárt.
Központja Minszkben található. A vállalatot 1946. május 29-én alapították. Az első modellje az MTZ–2 volt, melyet 1953. október 14-től gyártottak.
A vállalat 2005-ben közel 20 000 embert foglalkoztatott. Az üzem 62 féle modellt gyártott. A legfőbb terméke a négykerék-meghajtású MTZ traktor, amelyet Belarus néven forgalmaz. 1995-re a vállalat 3 000 000 traktort gyártott le. 1999-ben a FÁK traktorgyártásának 58%-át állította elő. Több éven keresztül az üzem 8–10%-os részesedéssel rendelkezett a világ traktorgyártásából.
2000 óta gyárt exportra az Európai Unió számára. A Szovjetunió fennállása alatti tevékenységéért Lenin-rend és Októberi forradalom-rend kitüntetésben részesült.

## Sport
Az MTZ 2002 és 2010 között a fehérorosz bajnokságban szereplő MTZ-RIPA (korábban: FK Traktor és FK Traktar néven volt ismert) támogatója volt. A csapat hazai mérkőzéseit a gyár közelében található Traktar Stadionban játssza.